# Nowe Miasto Braniewo
Nowe Miasto Braniewo – dawne miasto położone na prawym brzegu Pasłęki, założone w 1341 lub 1342 roku na przeciwległym brzegu rzeki Pasłęki do już istniejącego miasta Braniewa. Oba miasta, z krótką przerwą w latach 1394–1398, zachowały swą odrębność aż do I rozbioru Polski, gdy w 1773 roku zostały ostatecznie połączone administracyjnie przez władze pruskie w jeden organizm.

## Lokalizacja Nowego Miasta
Nowe Miasto Braniewo miało kształt wydłużonego czworokąta z jedną główną ulicą stanowiącą jednocześnie rynek oraz z rozrastającą się z czasem liczbą bocznych uliczek. Główną ulicą była Marktstraße (obecnie ul. Kościuszki), przy której stało 40 całych domów na 51 wszystkich domów w mieście. Nowe Miasto nie było otoczone murami, jego rolę spełniała prosta drewniana palisada z dwiema wieżami obronnymi, zaś od Starego Miasta oddzielała je rzeka Pasłęka oraz fosa.

## Historia Nowego Miasta
Nowe Miasto Braniewo lokowane ok. 1341/1342 roku przez biskupa Hermana z Pragi na prawym brzegu Pasłęki, również jak dotychczasowe Braniewo na prawie lubeckim, chociaż z pewnymi ograniczeniami w zakresie administracji i władzy sądowniczej. Powstało ono w miejscu istniejącego tu folwarku biskupiego, liczącego 60 łanów, służącego do utrzymania dworu biskupiego (folwark „Neuhof”, nazywany później „Karwen”). Jednak gdy biskup postanowił przenieść siedzibę biskupstwa do Ornety, tak duży folwark stał się zbyteczny. Naturalnym spadkobiercą wydawało się być miasto Braniewo, lecz biskup nie chciał wzbogacać nieprzyjaznego sobie miasta – wręcz przeciwnie, postanowił wystawić przywilej lokacyjny podmiejskiej osadzie, lokując po drugiej stronie Pasłęki konkurencyjne miasto. Nowe Miasto Braniewo (Neustadt Braunsberg) otrzymało część z 60 łanów biskupich dóbr – 12 łanów ziemi uprawnej i 12 łanów łąk i lasów. Dodatkowo biskup Herman dołożył jeszcze 10 łanów i 11 morgów wielkich mokradeł kapituły w pobliżu wsi Pierzchały i Glinka. Pierwszym lokatorem był Elerus Lange oraz jego synowie Bernhard i Arnold (rodzina osiadła w starym Braniewie).
28 marca 1394 roku biskup warmiński Henryk Sorbom połączył oba miasta w jedno. Jednak duże niezadowolenie mieszkańców Starego Miasta Braniewa, chcących zachować swoje przywileje, oraz liczne konflikty skłoniły biskupa, za zgodą obu gmin miejskich i kapituły, do ponownego rozdzielenia w dniu 1 września 1398 roku obu miast, potwierdzając przy tym przywilej dla Nowego Miasta Braniewa wystawiony przez biskupa Hermana. Pierwotny dokument lokacyjny Nowego Miasta nie zachował się, odtwarza go jedynie ten z 1 września 1398 roku, wystawiony w Jezioranach w obecności członków kapituły warmińskiej. Miastu nadano prawo lubeckie, potwierdzone zostają wszystkie ziemie z pierwszego lokowania, zastrzeżone zostają jedynie kopaliny wszelkich metali, jakie mogą się tam znaleźć. Kapitule fromborskiej zarezerwowano jedną parcelę wolną od jakichkolwiek świadczeń. Od pozostałych parceli Nowe Miasto miało obowiązek płacenia co roku na św. Marcina (11 listopada) czynsz rekognicyjny w wysokości pół grzywny od całego domu i jednego wiardunku od połowy domu, jedną grzywnę tytułem podatku custodiales (na straże graniczne) oraz kamień (tj. 12,96 kg) wosku na oświetlenie katedry fromborskiej.
19 marca 1410 roku biskup warmiński Henryk Vogelsang odsprzedał miastu, za zgodą papieża, resztę ziemi ze swego majątku przyzamkowego. W ten sposób Nowe Miasto Braniewo było lokowane na dwóch prawach: 12 łanów na prawie lubeckim, a nowe nabytki na prawie chełmińskim.
W okresie wojny trzynastoletniej z zakonem krzyżackim (1454–1466) miasto ponosi szereg ofiar finansowych i materialnych. W kwietniu 1455 w czasie ataku wojsk krzyżackich zostało w zupełności spalone Nowe Miasto wraz z przedmieściem. W 1525 po hołdzie krakowskim Braniewo zostało przekazane Polsce przez Albrechta, a w roku następnym ponownie przekazane biskupowi warmińskiemu Maurycemu Ferberowi.
W okresie wojny trzydziestoletniej w Europie w lipcu 1626 roku Braniewo zdobył król szwedzki Gustaw Adolf, po zaledwie jednodniowym oblężeniu, i na 9 lat miasto znalazło się pod panowaniem szwedzkim. W tej wojnie Braniewo poniosło ciężkie straty. Wszystkie kosztowności kościołów i bibliotek wywieziono do Szwecji. Nowe Miasto i przedmieścia spalono, zaś Stare Miasto otoczono murami i warowniami.

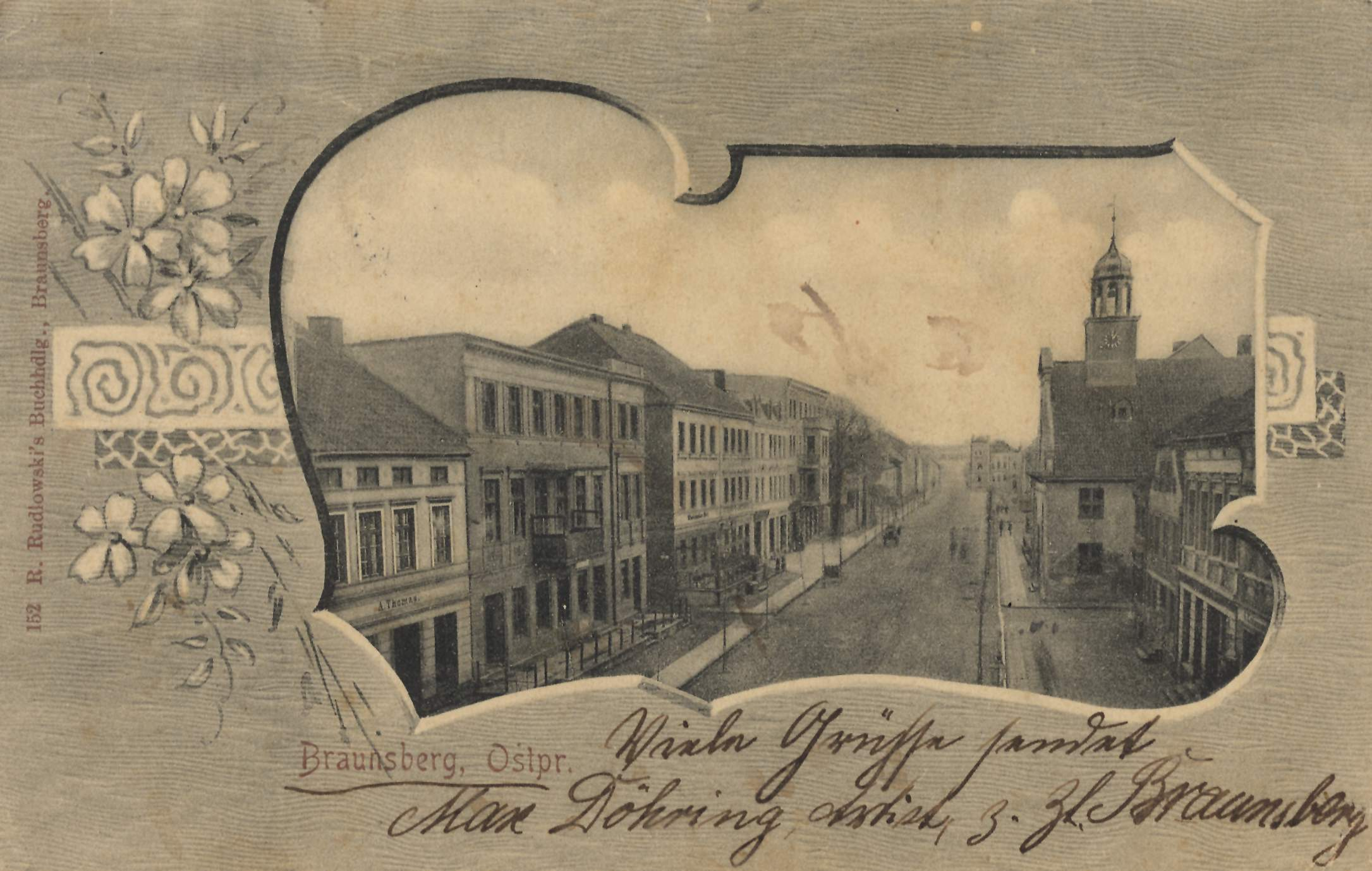
Ratusz Nowego Miasta na widokówce z 1901 roku

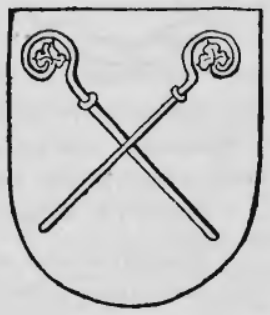
Herb Nowego Miasta

Nowe Miasto Braniewo posiadało własny ratusz oraz skarbiec (przy Marktstraße, obecnej ul. Kościuszki), do którego zbierano podatki. W ratuszu i przy nim mieszkali słudzy miejscy i pisarz, a także osoby zatrudniane przez radę miasta; mieściły się tam też ławy rzeźnicze, szkoła i domek pasterski. Miasto posiadało również odrębny herb. Tworzyły go dwa skrzyżowane złote pastorały biskupie na kształt krzyża św. Andrzeja w srebrnym polu w tarczy na znak, że to miasto przez biskupów warmińskich zostało założone. Najstarsza znana pieczęć pochodzi z 1536 roku. Pieczęć z XVII wieku o średnicy 50 mm ma podobną tarczę i napis: SIGILLUM CIVITATIS NOVAE BRUNSBERGENSIS.
Ratusz największe znaczenie zyskiwał podczas corocznego wyboru władz miejskich, tzw. kiery (z niem. Kür – wybór, elekcja). W przeciwieństwie do Starego Miasta, które mogło samodzielnie dokonywać wyboru swoich urzędników, Nowe Miasto musiało prosić biskupa o zgodę na wybór władz miejskich. Kiera w Nowym Mieście zbierała się zwykle w poniedziałek przed niedzielą Laetare, czyli czwartą niedzielą Wielkiego Postu. Zaraz po kierze zbierała się nowa Rada i następował rozdział funkcji na dany rok. Liczba członków Rady Nowego Miasta zmieniała się na przestrzeni wieków – podczas gdy pierwsze wzmianki podawały liczbę 12 rajców, to w XVII–XVIII wieku było to zwykle osiem osób oraz pisarz miejski. Przyczyną zmniejszenia składu Rady mógł być spadek liczby ludności wskutek wojen i szerzącej się w latach 1708–1711 na Warmii epidemii dżumy, która pochłonęła ok. 1/3 ludności. W samym Braniewie zmarło ok. 1050 osób, a największa śmiertelność była notowana wśród ludności Nowego Miasta.
Ratusz miejski w późniejszym okresie zamieniono na kościół gminy ewangelickiej, a po wybudowaniu w latach 1830–1838 nowej świątyni przy ul. Królewieckiej według projektu Karla Friedricha Schinkla został przemianowany na teatr miejski, w którym występowały trupy wędrowne (od 1901 mieściła się tu cukiernia Tolksdorf, a jako ostatni bank Ostpreßische Landschaft). Nowe Miasto Braniewo miało swoje cechy, jednak były one mniej liczne, natomiast przedstawiciele tych zawodów, które nie zorganizowały się, byli zmuszeni do zrzeszenia się w cechach Starego Miasta (m.in. bednarze, płóciennicy, kuśnierze, obręczarze). Długo jednak nie dopuszczano mieszkańców Nowego Miasta do zrzeszania się w cechu armatorów żaglowców (Zunft der Schmackenreeder). Powoływano się przy tym na argument, że tylko Stare Miasto przynależy do związku hanzeatyckiego. Dopiero w 1683 roku biskup Michał Radziejowski wydał zezwolenie właścicielom szmak z Nowego Miasta na przewożenie towarów przez braniewski tor wodny, ale z obciążeniem tylko do 10 łasztów. Jednym z pierwszych armatorów nowomiejskich był Joachim Bredschneider, właściciel zbudowanego w 1760 nowoczesnego żaglowca „Der Weiße Schwan” (Biały Łabędź).
Nowe Miasto miało głównie charakter rzemieślniczo-rolniczy. U kresu swego istnienia, w 1772, w mieście żyło 1378 osób. Podczas gdy Stare Miasto skupiało bogate kupiectwo i przedstawicieli dochodowego rzemiosła, to w Nowym Mieście mieszkali piwowarzy, rybacy i rolnicy oraz handlarze lnem i przędzą. Oprócz handlu i rzemiosła mieszkańcy utrzymywali się z rolnictwa. Pola nie były tu jednak żyzne, stąd dominowały uprawy żyta, owsa, jęczmienia i grochu.
W czerwcu 1772 całe Braniewo zostało zajęte przez wojska pruskie, jako pierwsze miasto zależnych od Polski Prus Królewskich, czyli jeszcze przed oficjalnym zawarciem traktatu rozbiorowego z sierpnia tegoż roku. Z danych tzw. katastru fryderycjańskiego, sporządzonego przez władze pruskie jesienią 1772 roku, wiadomo, że Stare Miasto liczyło 207 dymów, a na przedmieściach 156 dymów, oraz 2871 mieszkańców. Natomiast Nowe Miasto liczyło 200 dymów i 1378 mieszkańców.
Jednym z pierwszych posunięć nowych władz było połączenie w 1773 roku obu miast w jeden organizm. Równocześnie została podjęta decyzja o otwarciu na stałe bram miejskich. Spowodowało to wyrównanie statusu społecznego, jak i stopniowe wyrównywanie statusu ekonomicznego mieszkańców mieszkających w obrębie Starego Miasta, mieszkańców z dotychczasowego Nowego Miasta oraz z przedmieść. Zniknął również średniowieczny podział mieszczan na posiadaczy dużego i małego obywatelstwa (Großbürger i Kleinbürger).

## Kościół Nowego Miasta

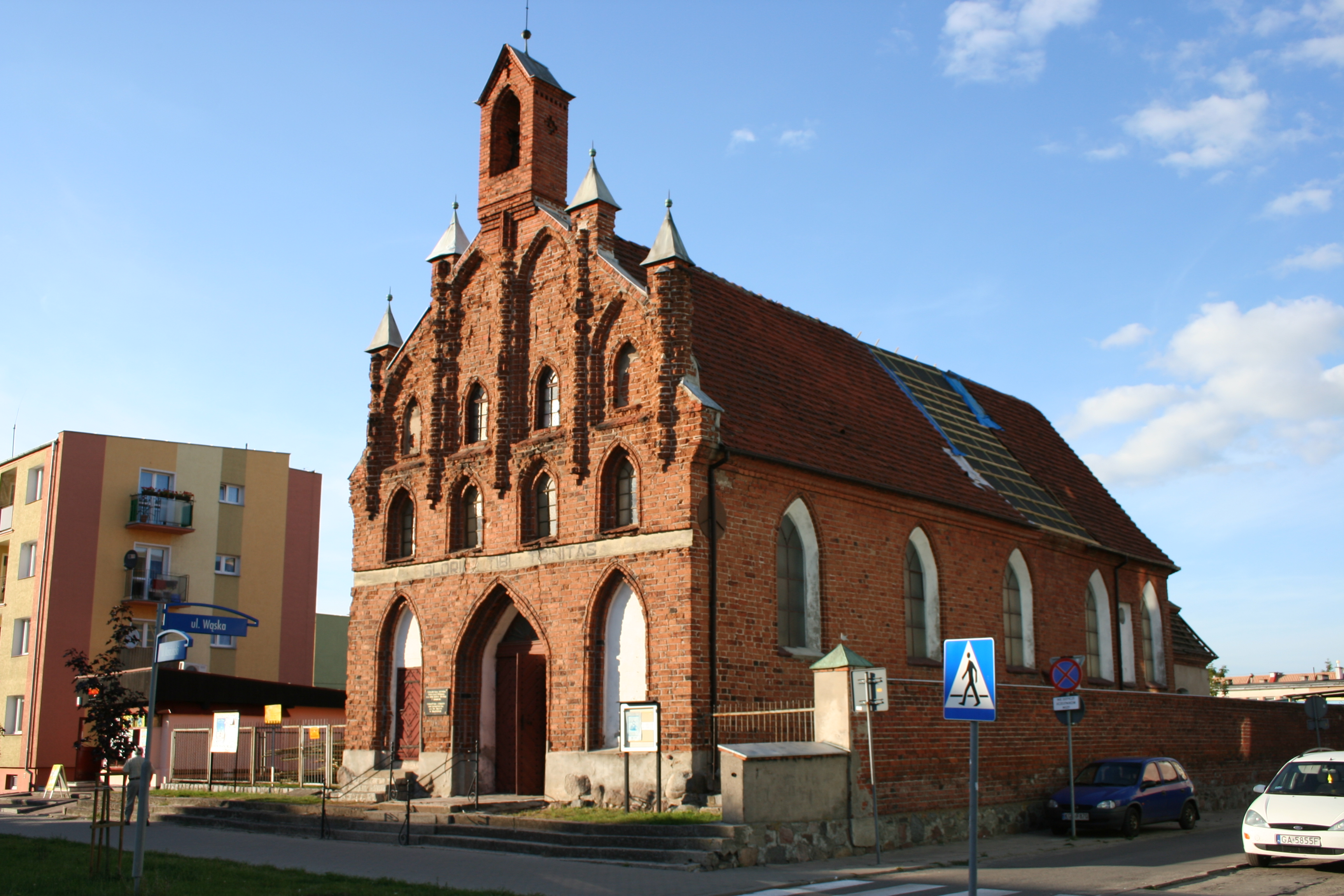
Kościół św. Trójcy, najstarszy zachowany zabytek Nowego Miasta – obecnie cerkiew św. Trójcy

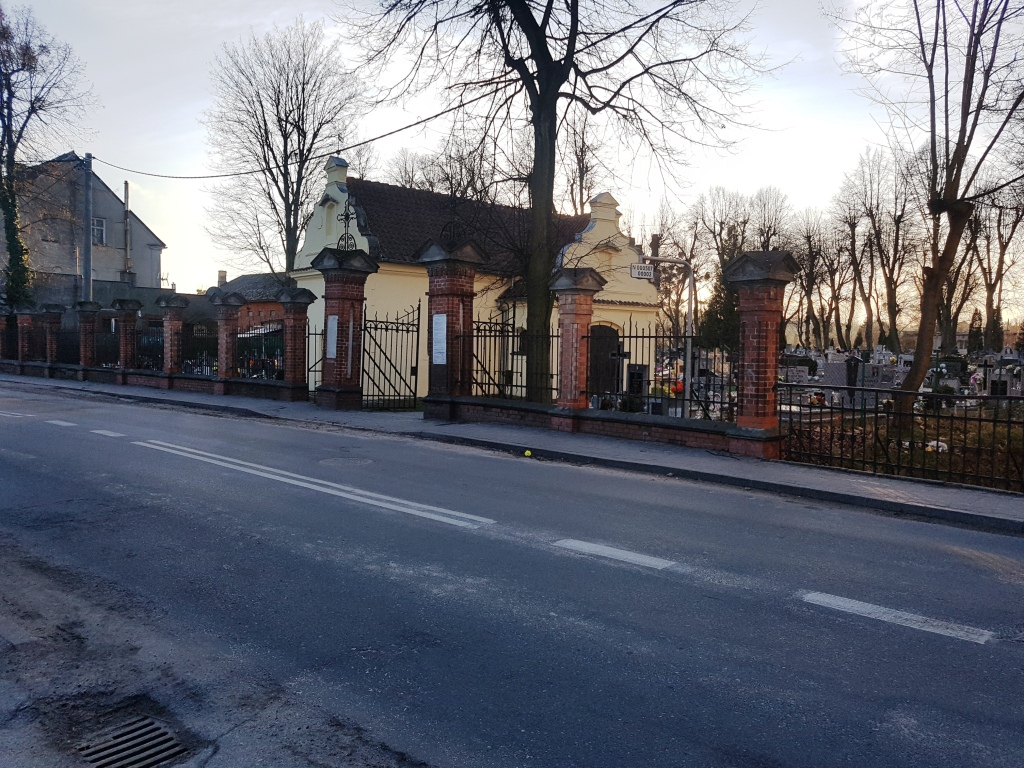
Cmentarz nowomiejski z kaplicą św. Rocha z 1710 roku

Nowe Miasto od początku dążyło do utworzenia własnej parafii katolickiej. Plebani staromiejscy nie zgadzali się na to, obawiając się uszczuplenia swych dochodów. W 1437 biskup Franciszek Kuhschmalz i proboszcz staromiejski Jan Datteln (pleban w latach 1436–1470) wydali zgodę na budowę jedynie kaplicy. Urzędował przy niej jeden ksiądz (od 31 maja 1437), który odprawiał msze tylko w dni powszednie. W kaplicy Nowego Miasta nie wolno było odprawiać nabożeństw w niedziele i święta – mieszkańcy byli zobowiązani do uczestnictwa w nich w farze staromiejskiej – kościele św. Katarzyny. Tam również mogły się odbywać ich śluby, chrzty i pogrzeby, u siebie mogli się tylko spowiadać. Skutkiem tego Nowe Miasto nie posiadało swej parafii katolickiej aż do okresu międzywojennego – dopiero w 1937 kościółek św. Trójcy został podniesiony do godności świątyni parafialnej.

## Zachowane obiekty Nowego Miasta Braniewa
- kościół św. Trójcy z 1437 roku
- kaplica św. Rocha z lat 1709–1710
- cmentarz św. Rocha (przy ul. Olsztyńskiej)